# Hydrocyphon fuscatus
Hydrocyphon fuscatus là một loài bọ cánh cứng trong họ Scirtidae. Loài này được Klansnitzer miêu tả khoa học năm 1970.